# دوم جاي
دوم جاي (بالإنجليزية: Doomguy)‏ أيضا معروف كـدوم سلاير (بالإنجليزية: Doom Slayer) هو شخصية خيالية والبطل الرئيسي في سلسلةدوم بواسطة إد سوفتوير , تم إنشاؤه بواسطة مصمم ألعاب الفيديو جون روميرو وتم تقديمه كشخصية اللاعب في لعبة الفيديو الأصلية عام 1993 دوم. هو صياد شياطين من البحرية الفضائية يرتدي درعًا قتاليًا أخضر ونادرًا ما يتحدث .